# Rachel True
Alexxis Rachel India True (Chicago, 24 maart 1965) is een Amerikaanse actrice.

## Biografie
True is werd geboren en groeide op in Chicago en verhuisde in 1993 naar Los Angeles om zich te gaan wijden aan acteren. Zij is van Afrikaans-Amerikaans en Indo-Europese afkomst. True is goed bevriend met Neve Campbell en Kathy Griffin en zij is linkshandig.
True begon in 1991 met acteren in de televisieserie The Cosby Show. Hierna heeft ze nog meerdere rollen gespeeld in televisieseries en films zoals Beverly Hills, 90210 (1993), Embrace of the Vampire (1995), The Craft (1996), The Drew Carey Show (1997-1998), Once and Again (1999-2000) en Half & Half (2002-2006). In de film The Craft speelde zij een tienermeisje terwijl zij zelf al tegen de dertig liep.

## Prijzen
- 2006 - Image Awards in de categorie Uitstekende Actrice in een Komedieserie met de televisieserie Half & Half – genomineerd.

## Filmografie

### Films
Uitgezonderd korte films.
- 2021 Horror Noire - als Charlotte
- 2021 Agnes - als zuster Ruth
- 2021 Assault on VA-33 - als Sasha
- 2018 The Manor - als dr. Tryvniak
- 2017 Good Grief - als Pepper
- 2017 Limelight - als mrs. Roberts
- 2017 Stage Fright - als Melissa Ameia
- 2015 Sharknado: Heart of Sharkness - als Rachel
- 2015 A House Is Not a Home - als medewerkster 911 centrale Simi Valley
- 2014 Blood Lake: Attack of the Killer Lampreys - als Marcy
- 2013 Social Nightmare - als mrs. Langran
- 2012 Sugar Mommas - als Thomasina
- 2012 Noah – als Temba (stem)
- 2009 Killing of Wendy – als Ayanda
- 2007 The Perfect Holiday – als Brenda
- 2002 New Best Friend – als Julianne Livingston
- 2000 Love Song – als Renee
- 2000 Groove – als Beth
- 1999 The Auteur Theory – als Sasha Swann
- 1999 The Big Split – als Jenny
- 1998 With or Without You – als Misha
- 1998 Half Baked – als Mary Jane Potman
- 1997 Nowhere – als Mel
- 1996 The Craft – als Rochelle
- 1995 Embrace of the Vampire – als Nicole
- 1995 A Walton Wedding – als studente
- 1993 Moment of Truth: Stalking Back – als Katie
- 1993 A Girl's Guide to Sex – als Bridget
- 1993 CB4 – als Daliha

### Televisieseries
Uitgezonderd eenmalige gastrollen.
- 2023 Harlem - als Aimee - 5 afl.
- 2002 – 2006 Half & Half – als Mona Thorne – 91 afl.
- 1999 – 2000 Once and Again – als Mali – 4 afl.
- 1997 – 1998 The Drew Carey Show – als Janet Clemens – 6 afl.
- 1994 – 1995 Dream On – als Linda Castorini – 2 afl.
- 1993 Beverly Hills, 90210 – als Jan Myler – 2 afl.
- 1991 – 1992 The Cosby Show – als Nicki – 2 afl.

- International Standard Name Identifier: 0000 0000 5358 0206
- Library of Congress Control Number: no97037815
- Nationale Bibliotheek van Israël: 987012384802005171
- Nationale Bibliotheek van Polen: a0000001257145
- Virtual International Authority File: 6997049
- WorldCat: E39PBJrKYvtpD9fwcyMqXbrKBP